# کیش‌مات (فیلم ۱۹۳۵)
کیش‌مات (انگلیسی: Checkmate) یک فیلم جنایی به کارگردانی جورج پیرسون و تهیه‌کنندگی آنتونی هاولوک-آلن محصول سال ۱۹۳۵ است. موریس اوانس، فلیکس آیلمر و ایولین فوستر از بازیگران این فیلم بوده‌اند.